# Coupe d'Europe des vainqueurs de coupe féminine de handball 2009-2010
Navigation
Coupe des coupes 2008-2009 Coupe des coupes 2010-2011
La Coupe d'Europe des vainqueurs de coupe féminine de handball 2009-2010 est la 34e édition de la Coupe d'Europe des vainqueurs de coupe féminine de handball, compétition de handball créée en 1976 et organisée par l'EHF.

## Formule
La Coupe des Vainqueurs de Coupe est également appelée C2. Il est d’usage que les vainqueurs des coupes nationales respectives y participent. L’arrivée régulière des clubs éliminés de la Ligue des Champions a considérablement relevé le niveau de cette Coupe d’Europe. 
Elle regroupe, au tour préliminaire, 28 équipes auxquelles s'ajoutent en huitièmes de finale 4 équipes ayant terminé 3e de leur poule de la Phase de groupes de la Ligue des champions 2009-2010. L’ensemble des rencontres se dispute en matches aller-retour, y compris la finale. 

## Résultats

### Tour préliminaire
Les matchs ont eu lieu du 31 octobre au 8 novembre 2009.
| Équipe 1              | Score   | Équipe 2              | Aller         | Retour        |
| --------------------- | ------- | --------------------- | ------------- | ------------- |
| Handball Salerno      | 46 – 67 | KIF Vejen             | 18-33 (10-19) | 28-34 (12-15) |
| CDES Gil Eanes        | 49 – 74 | VfL Oldenburg         | 25-38 (13-17) | 24-36 (12-21) |
| Spono Nottwil Lucerne | 42 – 62 | HC Lada               | 19-30 (10-17) | 23-32 (11-16) |
| Storhamar Håndball    | 85 – 33 | Panellinios Lefkosias | 45-15 (20-7)  | 40-18 (19-9)  |
| ABU Bakou             | 50 – 74 | US Mios-Biganos       | 26-35 (16-17) | 24-39 (13-17) |
| Debreceni VSC         | 67 – 52 | DHK Zora Olomouc      | 39-27 (20-14) | 28-25 (17-12) |
| Üsküdar BSK           | 62 – 58 | Akaba Bera Bera       | 32-26 (17-11) | 30-32 (14-13) |
| OF Néa Ionía          | 38 – 50 | Westfriesland SEW     | 24-24 (13-11) | 14-26 (9-11)  |
| FC Midtjylland        | 59 – 29 | KHF Prishtina         | 33-15 (17-8)  | 26-14 (10-6)  |
| Iuventa Michalovce    | 51 – 59 | MKS Zagłębie Lubin    | 27-27 (16-15) | 24-32 (12-17) |
| HC Dunărea Brăila     | 75 – 31 | ŽRK Vardar Skopje     | 37-16 (22-8)  | 38-15 (20-5)  |
| SSV Dornbirn Schoren  | 49 – 69 | ŽRK Naisa Niš         | 23-36 (7-18)  | 26-33 (10-17) |

### Huitièmes de finale
Il oppose les 12 équipes qualifiées du premier tour et les 4 équipes ayant terminé 3e de leur poule de la Phase de groupes de la Ligue des champions : le Byåsen Trondheim, le Metz Handball, le Zvezda Zvenigorod et le Budućnost Podgorica.
Le tirage au sort a eu lieu le 10 novembre 2009 à Vienne (Autriche). Les matchs ont eu lieu les 6/7 (aller) et 13/14 février 2010 (retour).
| Équipe 1            | Score    | Équipe 2          | Aller         | Retour        |
| ------------------- | -------- | ----------------- | ------------- | ------------- |
| KIF Vejen           | 47 – 36  | HC Lada           | 26-15 (15-10) | 21-21 (14-12) |
| Budućnost Podgorica | 48 – 47  | Debreceni VSC     | 28-20 (14-9)  | 20-27 (10-14) |
| HC Dunărea Brăila   | 50 – 62  | VfL Oldenburg     | 29-32 (13-17) | 21-30 (12-13) |
| FC Midtjylland      | 48 – 56  | Zvezda Zvenigorod | 27-24 (15-12) | 21-32 (11-15) |
| Metz Handball       | 72 – 46  | Westfriesland SEW | 41-18 (23-11) | 31-28 (19-16) |
| Storhamar Håndball  | 77 – 66  | US Mios-Biganos   | 35-31 (17-14) | 42-35 (20-14) |
| MKS Zagłębie Lubin  | 48 – 61  | Byåsen Trondheim  | 26-30 (14-17) | 22-31 (11-16) |
| Üsküdar BSK         | 43 – 43* | ŽRK Naisa Niš     | 24-27 (13-15) | 19-16 (13-8)  |

* Le Naisa Niš est qualifié selon la règle du nombre de buts marqués à l'extérieur.

### Quarts de finale
| Date Aller   | Club               | Aller   | Total   | Retour  | Club                | Date Retour  |
| ------------ | ------------------ | ------- | ------- | ------- | ------------------- | ------------ |
| 13 mars 2010 | HC Naisa Niš       | 23 - 31 | 54 -69  | 31 - 38 | VfL Oldenburg       | 21 mars 2010 |
| 14 mars 2010 | Storhamar Håndball | 28 - 22 | 48 - 57 | 20 - 35 | Buducnost Podgorica | 20 mars 2010 |
| 13 mars 2010 | KIF Vejen          | 24 - 23 | 52 - 49 | 28 - 26 | Zvezda Zvenigorod   | 20 mars 2010 |
| 14 mars 2010 | Byåsen HE          | 31 - 27 | 51 - 51 | 20 - 24 | Metz Handball       | 20 mars 2010 |

### Demi-finales
| Date Aller    | Club                | Aller | Total  | Retour | Club          | Date Retour   |
| ------------- | ------------------- | ----- | ------ | ------ | ------------- | ------------- |
| 11 avril 2010 | VfL Oldenburg       | 17-25 | 42 -47 | 25-22  | KIF Vejen     | 17 avril 2010 |
| 11 avril 2010 | Buducnost Podgorica | 28-21 | 56-48  | 28-27  | Metz Handball | 17 avril 2010 |

Lors de la demi-finale aller à Podgorica, Bertrand François, l'entraîneur du Metz Handball, a été agressé à 40 secondes de la fin du match par un supporter du Buducnost Podgorica, quelques mois après l'affaire Prokop. Cela n'empêchera pas le club monténégrin d'éliminer Metz à l'issue du match retour.

### Finale
| Date Aller | Club      | Aller | Total | Retour | Club                | Date Retour |
| ---------- | --------- | ----- | ----- | ------ | ------------------- | ----------- |
| 5 mai 2010 | KIF Vejen | 20-23 | 36-41 | 16-18  | Buducnost Podgorica | 16 mai 2010 |

## Les championnes d'Europe
| Championne d'Europe des vainqueurs de coupe 2010 Buducnost Podgorica 3e titre |